# Capibara
Capibara (Hydrochoerus hydrochaeris), numită și porc de apă, este o rozătoare uriașă din familia Caviidae, originară din America de Sud. Este cea mai mare rozătoare în viață și o membră a genului Hydrochoerus⁠(en)[traduceți]. Singurul alt membru extant este Hydrochoerus isthmius. Printre rudele sale apropiate se numără porcușorii de Guineea⁠(en)[traduceți] și cobaii de stâncă⁠(en)[traduceți], fiind mai slab înrudită cu șinșila, agutiul⁠(en)[traduceți] și nutria. Capibara populează savane și păduri dese și trăiește pe lângă ape stătătoare. Este o specie foarte socială și poate fi găsită în grupuri de maxim 100 de indivizi, dar de obicei trăiește în grupuri de 10–20 de indivizi. Capibara este vânată pentru carne și piele, dar și pentru unsoarea obținută din pielea sa unsuroasă și groasă.

## Etimologie
Denumirea comună a capibarei este derivată din cuvântul ka'apiûara din limba tupi⁠(en)[traduceți], o aglutinare complexă a cuvintelor kaá (frunză) + píi (subțire) + ú (mânca) + ara (un sufix pentru nume de agent⁠(en)[traduceți]) ce înseamnă „cineva care mănâncă frunze subțiri” sau „mâncător de iarbă”. Numele genului, hydrochoerus, provine din cuvintele grecești ὕδωρ (hydor „apă”) și χοῖρος (choiros „porc, mistreț”), iar numele speciei, hydrochaeris,  provine din cuvintele grecești ὕδωρ (hydor „apă”) și χαίρω (chairo „a se simți fericit, a savura”).

## Clasificare și filogenie
Capibara și Hydrochoerus isthmius aparțin amândoi subfamiliei Hydrochoerinae⁠(en)[traduceți] alături de cobaii de stâncă⁠(en)[traduceți]. Capibarele vii și rudele lor extincte au fost anterior clasificate în propria lor familie, Hydrochoeridae. Începând din 2002, studii filogenetice moleculare au recunoscut existența unei înrudiri strânse între Hydrochoerus⁠(en)[traduceți] și Kerodon⁠(en)[traduceți], cobaii de stâncă, sprijinind plasarea ambelor genuri într-o subfamilie a familiei Caviidae.
Clasificările paleontologice utilizau anterior Hydrochoeridae pentru toate capibarele și Hydrochoerinae pentru genul în viață și rudele fosile cu care este cel mai strâns înrudit, precum Neochoerus⁠(en)[traduceți], dar mai recent au adoptat clasificarea de Hydrochoerinae inclus în Caviidae. Taxonomia speciilor fosile din Hydrochoerinae este și ea în continuă schimbare. În ultimii ani, diversitatea speciilor fosile din Hydrochoerinae a fost semnificativ redusă. Acest lucru a fost în mare parte provocat de realizarea faptului că de-a lungul vieții unui individ, dintele molar al capibarei prezintă variație semnificativă. De exemplu, acum se crede despre anumite fosile care cândva erau considerate ca fiind provenite de la patru genuri și șapte specii pe baza diferențelor la forma molarului că de fapt provin de la indivizi de vârste diferite dintr-o singură specie, Cardiatherium paranense.
Printre speciile fosile, denumirea de „capibara” se poate referi la multele specii din Hydrochoerinae care sunt mai strâns înrudite de modernul Hydrochoerus decât de rozătoarele din „Cardiomynae”, precum Cardiomys. Aplicând acest concept, genurile fosile Cardiatherium, Phugatherium, Hydrochoeropsis și Neochoerus sunt toate genuri de capibare.

## Descriere

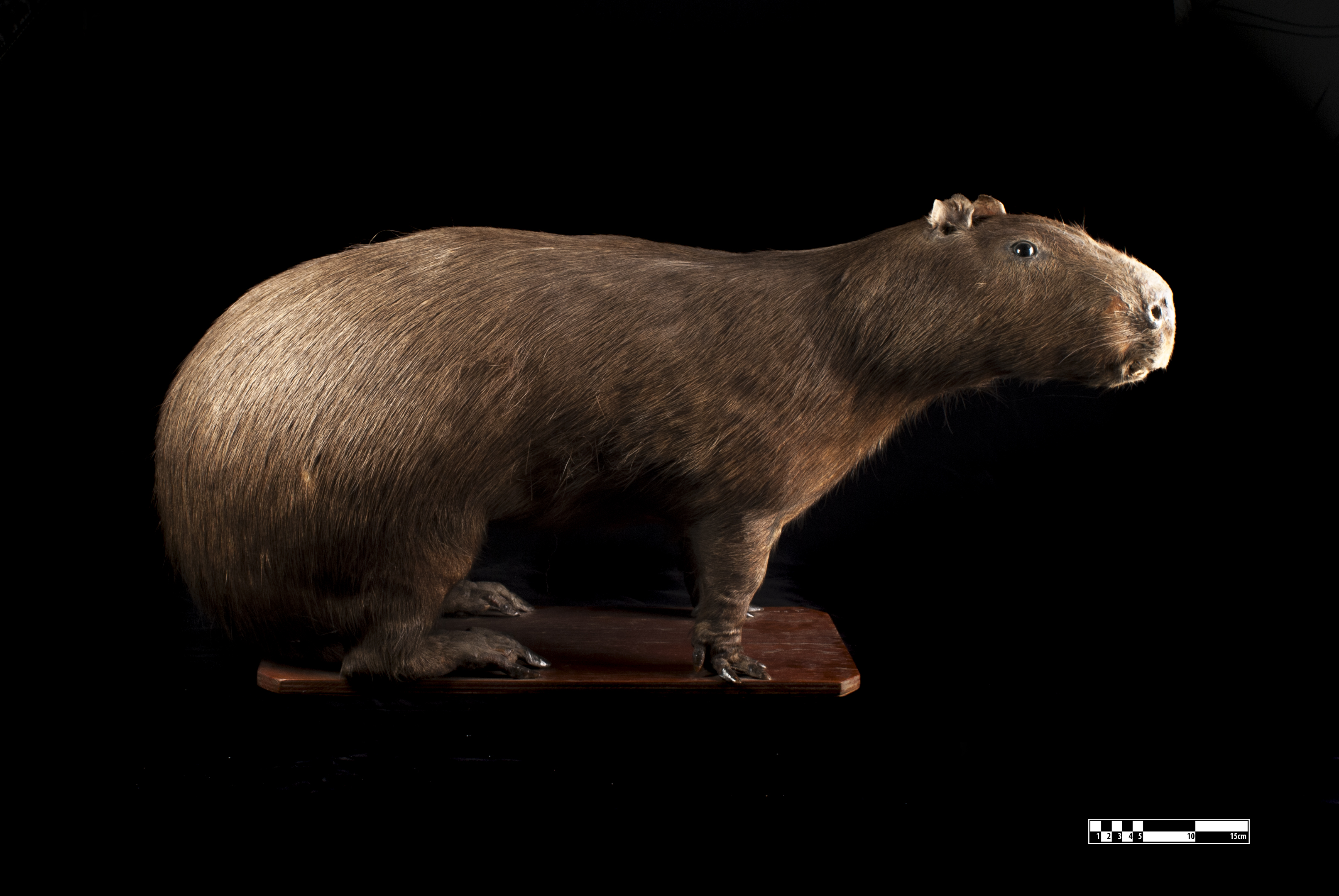
Specimen împăiat de capibara

Capibara are un corp masiv, de forma unui butoi, și capul scurt, cu blană maro-roșiatică pe partea superioară a corpului său ce devine maro-gălbenie dedesubt. Are glande sudoripare⁠(en)[traduceți] situate în suprafața porțiunilor păroase ale pielii, o trăsătură neobișnuită printre rozătoare. Animalului îi lipsește puful (părul lânos), iar părul de contur diferă puțin de părul acoperitor.

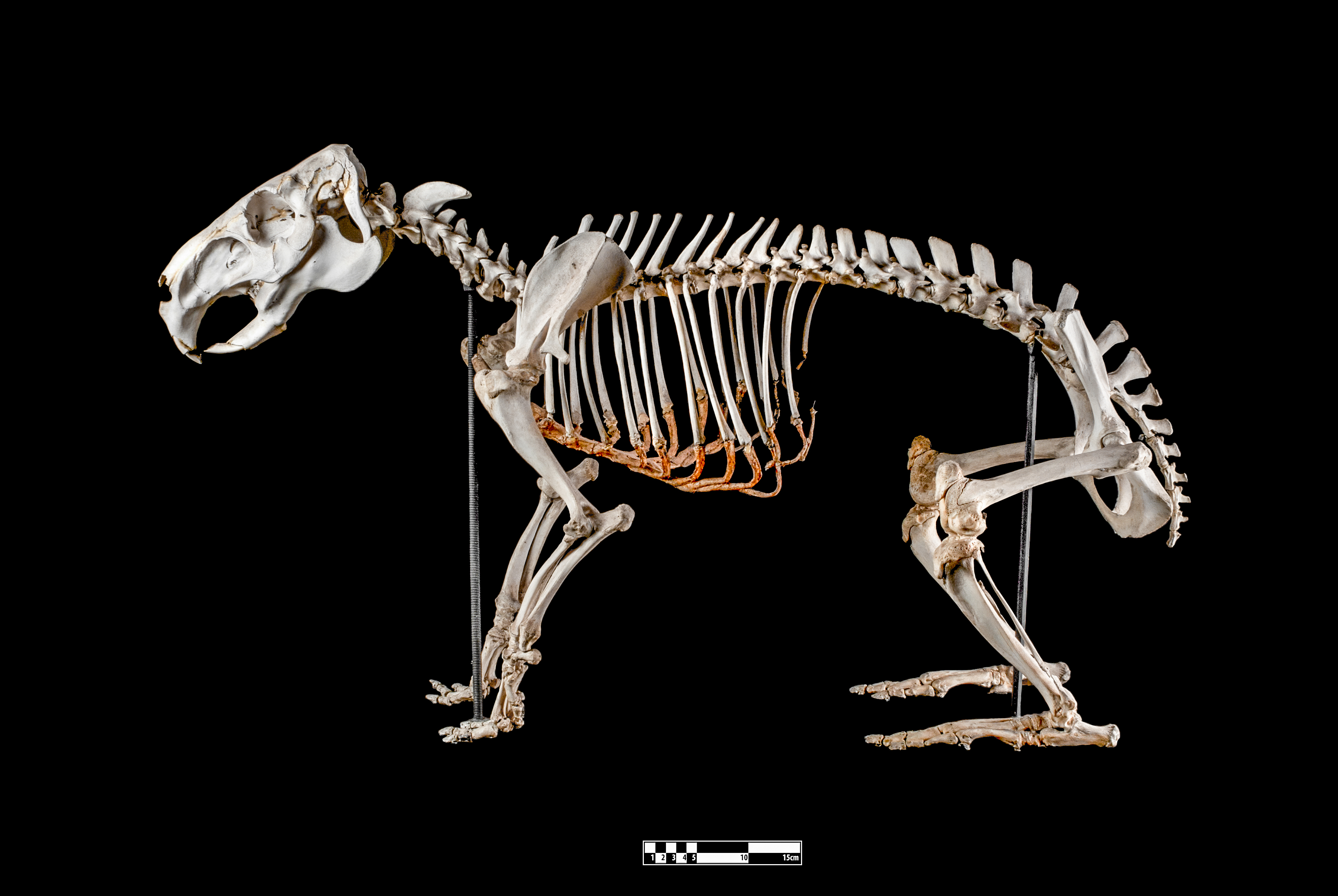
Schelet de capibara

Capibarele adulte cresc până la o lungime de 106–134 cm, au o înălțime de 50–62 cm până la greabăn și de obicei cântăresc 35–66 kg, în medie 48,9 kg în Llanosul⁠(en)[traduceți] venezuelan. Femelele sunt mai grele decât masculii. Cele mai mari greutăți înregistrate sunt de 91 kg la o femelă sălbatică din Brazilia și de 73,5 kg la un mascul sălbatic din Uruguay. De asemenea, un individ de 81 kg a fost raportat în São Paulo în 2001 sau 2002. Formula dentară⁠(en)[traduceți] este 1.0.1.31.0.1.3. Capibarele au membrane interdigitale⁠(en)[traduceți] mici la labe, iar cozile le sunt vestigiale. Membrele posterioare sunt ceva mai lungi decât membrele anterioare; există trei degete la labele din spate și patru la cele din față. Botul este bont, cu nări, iar ochii și urechile sunt aproape de partea superioară a capului.
Cariotipul său are 2n = 66 și numărul fundamental = 102, ceea ce înseamnă că are 66 de cromozomi cu un total de 102 brațe.

## Ecologie

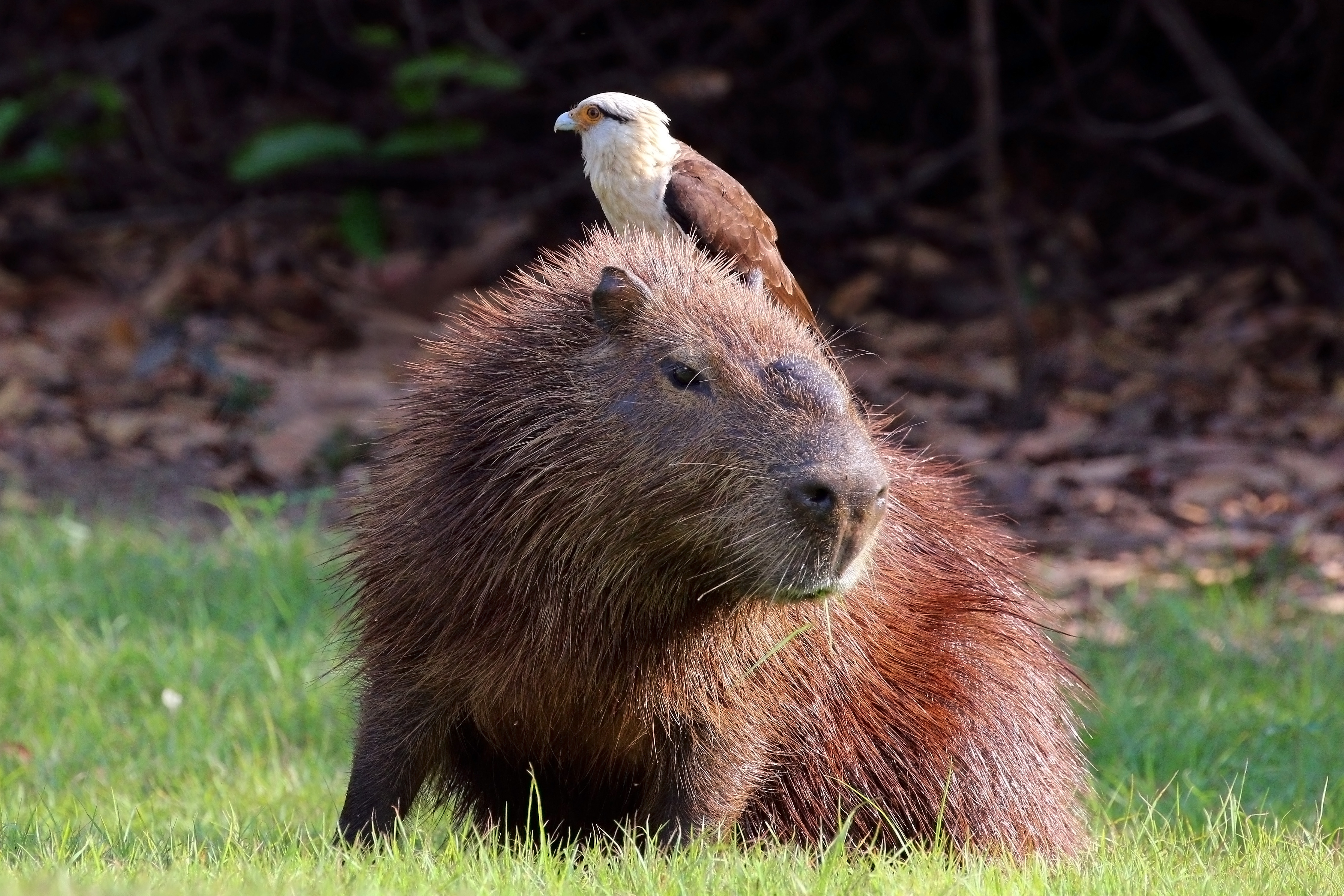
Milvago chimachima stând pe o capibara

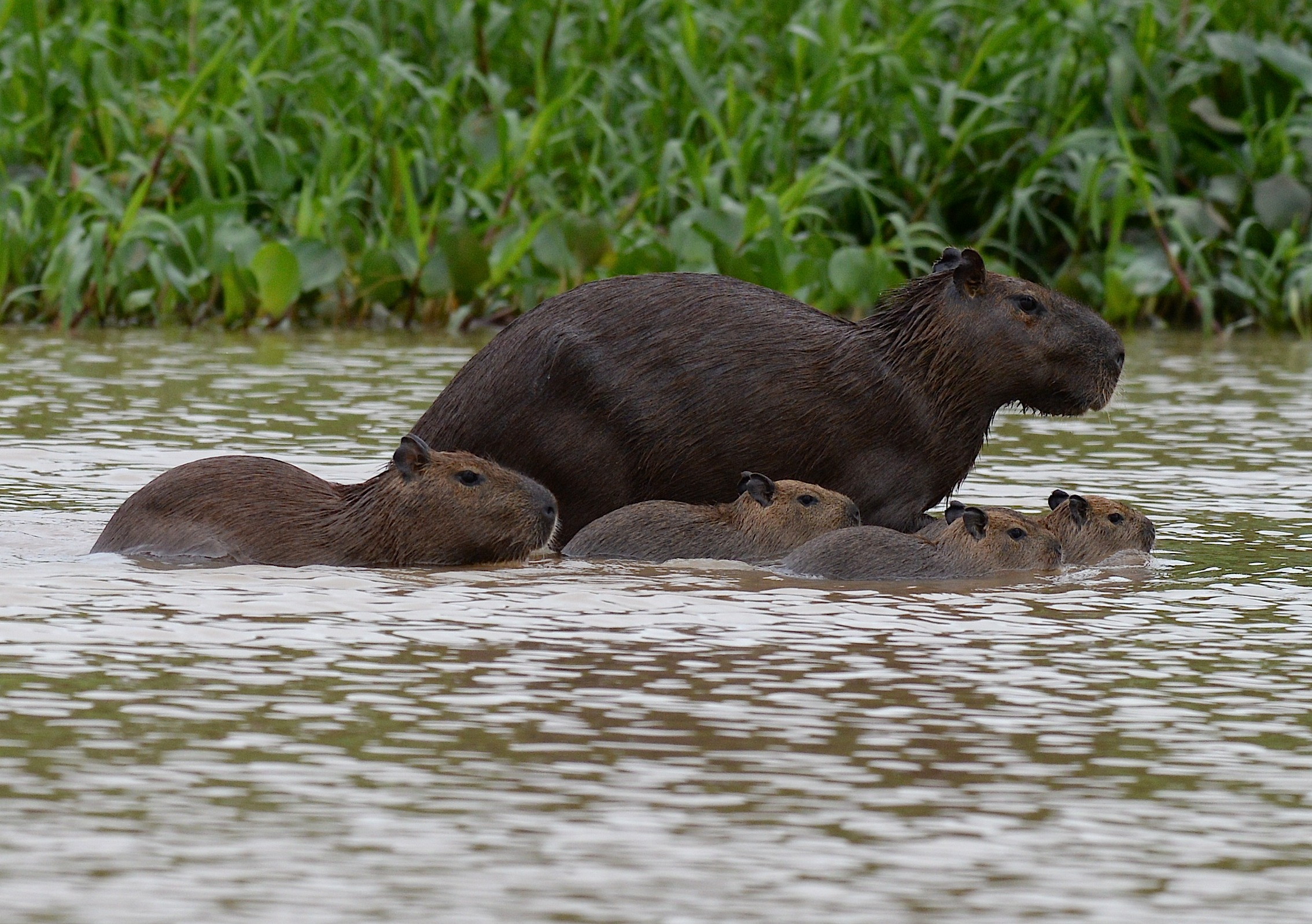
O familie de capibare înotând

Capibarele sunt mamifere semiacvatice găsite prin toate țările din America de Sud exceptând Republica Chile. Trăiesc lângă zone intens împădurite de pe lângă ape stătătoare, precum lacuri, râuri, bălți și zone umede dominate de erbacee sau copaci, dar și în savane inundate și de-a lungul râurilor din păduri tropicale umede. Sunt înotătoare pricepute și își pot ține respirația sub apă până la câte cinci minute la fiecare scufundare. Capibarele au prosperat în ranch-urile de vite. În populațiile cu densitate crescută se deplasează pe cuprinsul unor domenii vitale cu o suprafață medie de 10 hectare.
Multe evadări din captivitate⁠(en)[traduceți] pot fi observate de-a lungul lumii și în habitate apoase similare. Observările sunt destul de comune în Florida, deși până acum nu a fost confirmată nicio populație reproducătoare. În 2011 a fost zărit un specimen pe Coasta Centrală a Californiei⁠(en)[traduceți]. Aceste populații evadate se găsesc în zone ce erau populate de capibare preistorice; capibarele din Pleistocenul târziu populau Florida, Hydrochoerus hesperotiganites⁠(en)[traduceți] California și Hydrochoerus gaylordi⁠(en)[traduceți] Grenada, iar capibarele sălbăticite din America de Nord s-ar putea să ocupe de fapt nișa ecologică a speciilor pleistocene.

### Dietă și prădători

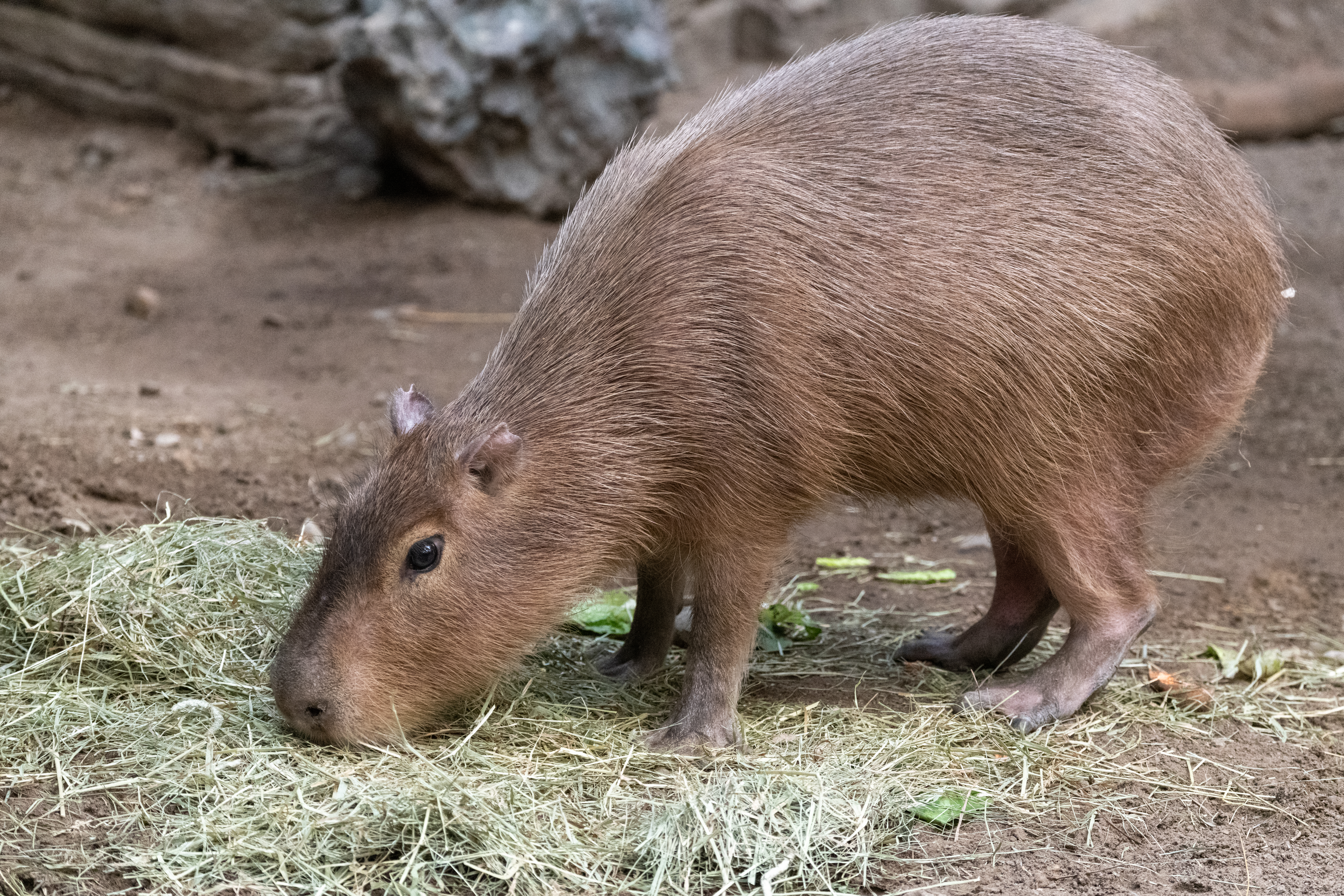
O capibara mâncând fân la en, Boston, Massachusetts

Capibarele sunt erbivore, păscând mai ales graminee și plante acvatice, dar mănâncă și fructe și scoarță de copac. Sunt foarte selective cu hrana și se hrănesc cu frunzele unei singure specii ignorând speciile înconjurătoare. Se hrănesc cu o varietate mai largă de plante pe durata sezonului secetos, căci atunci sunt disponibile mai puține plante. Deși pe durata sezonului ploios mănâncă iarbă, pe durata sezonului secetos trebuie să treacă pe trestii, care sunt mai abundente. Plantele pe care capibarele le mănâncă vara își pierd iarna valoarea nutrițională, așa că iarna nu sunt consumate. Articulația fălcii capibarei nu este perpendiculară, așa că mestecă mărunțind din față și înapoi, nu dintr-o parte în alta. Capibarele sunt autocoprofage, ceea ce înseamnă că își mănâncă propriile excremente ca sursă de floră intestinală bacteriană, obicei care le ajută să digere celuloza din iarba ce alcătuiește dieta lor obișnuită și să extragă cât mai multe proteine și vitamine posibil din propria hrană. De asemenea, regurgitează mâncarea pentru a o mesteca din nou, similar cu vita atunci când rumegă. La fel ca la alte rozătoare, dinții din față ai unei capibare cresc continuu pentru a compensa tocirea constantă provocată de mâncatul ierbii; măselele le cresc și ele continuu. 

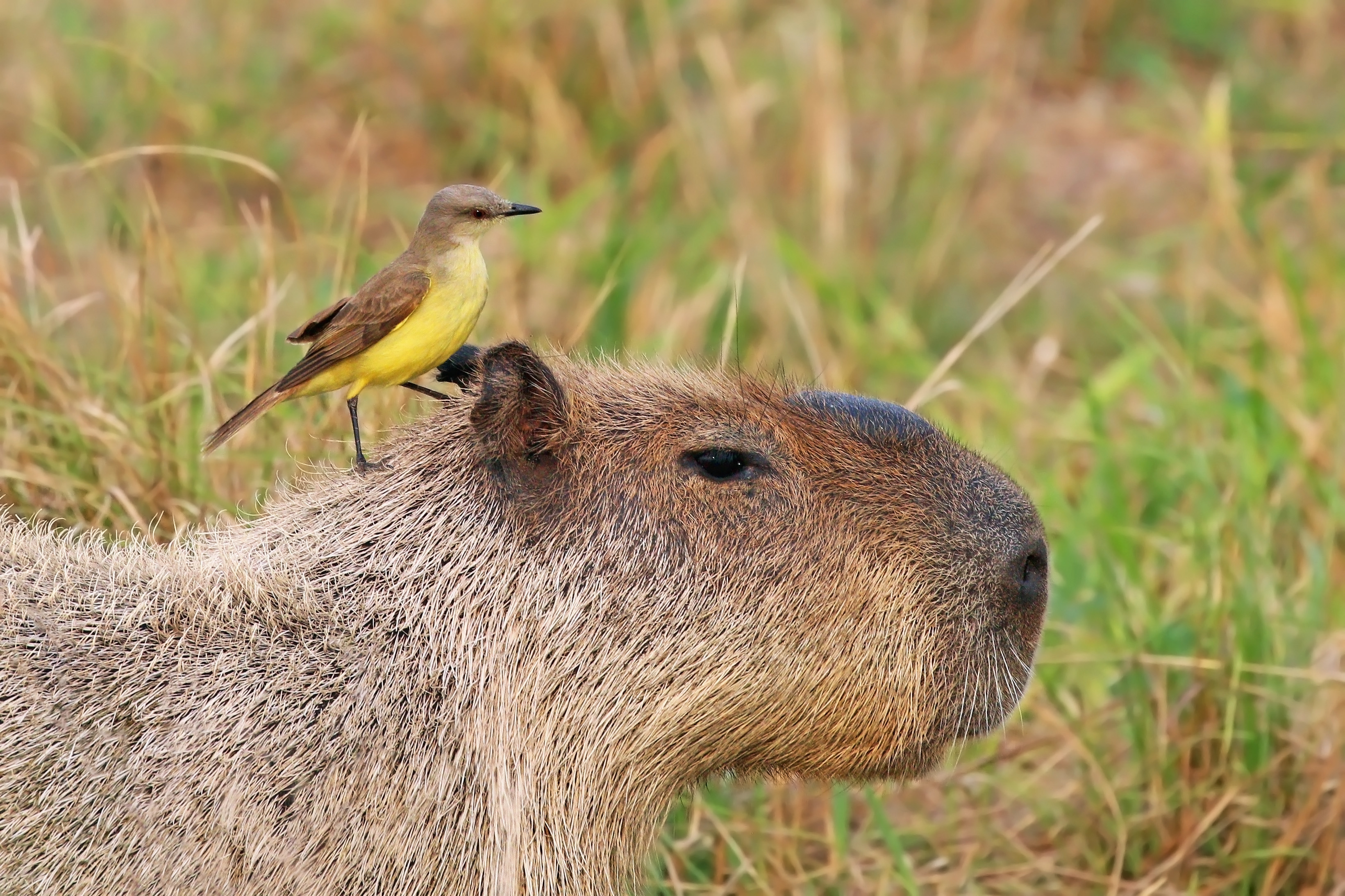
en pe o capibara

Precum ruda sa porcușorul de Guineea, capibara nu are capacitatea de a sintetiza vitamina C, iar despre capibarele care nu au fost suplimentate cu vitamina C în captivitate s-a raportat că au dezvoltat o boală paradontală ca semn al scorbutului.
Longevitatea maximă a capibarei este de 8 până la 10 ani, dar în sălbăticie capibarele de obicei nu trăiesc mai mult de patru ani din cauza vânării de către felide mari⁠(en)[traduceți] sud-americane precum jaguari și pume sud-americane⁠(en)[traduceți] și de către prădători nemamiferi precum acvile, caimani și anaconde verzi⁠(en)[traduceți].

## Organizare socială

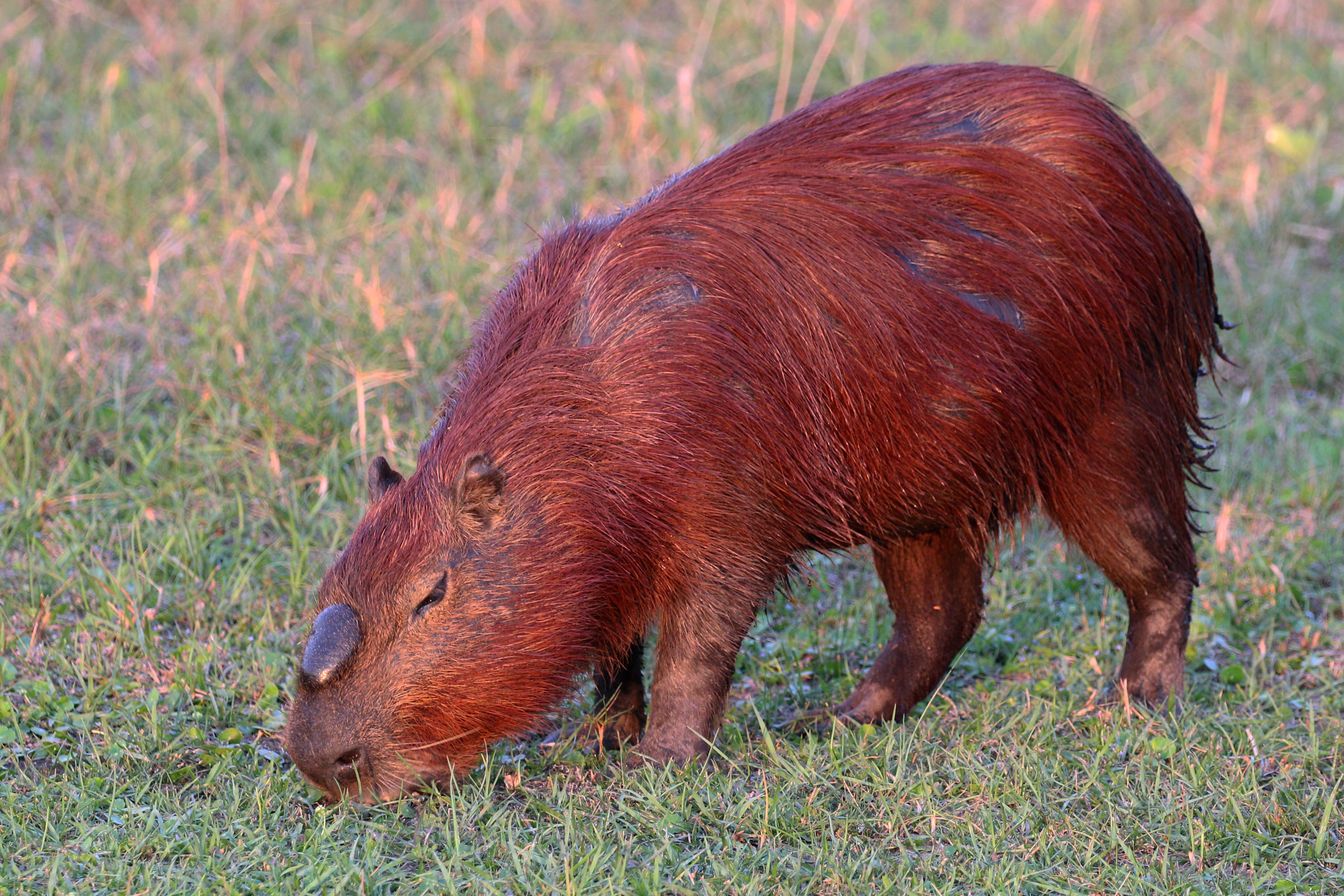
Capibarele au o glandă odorantă pe nas.

Capibarele sunt animale gregare⁠(en)[traduceți]. Cu toate că uneori trăiesc solitar, sunt cel mai adesea găsite în grupuri ce constă în aproximativ 10–20 de indivizi, cu doi până la patru masculi adulți și patru până la șapte femele adulte, iar restul juvenili. Grupurile de capibare pot consta în până la 50 sau 100 de indivizi pe durata sezonului secetos atunci când animalele se adună în jurul surselor de apă disponibile. Masculii stabilesc legături sociale, dominanța sau consensul general al grupului. Pot emite lătraturi similare cu cele ale unui câine atunci când sunt amenințați sau când femelele mână puii.
Capibarele au două tipuri de glande odorante: un morrillo, aflat pe bot, și glande anale⁠(en)[traduceți]. Ambele sexe au aceste glande, dar masculii au glande morrillo mari și se folosesc de glandele anale mai frecvent. Glandele anale ale masculilor sunt de asemenea căptușite cu fire de păr detașabile. O formă cristalină de secreție a mirosului este depusă pe aceste fire de păr și este degajată atunci când intră în contact cu obiecte precum plantele. Aceste fire de păr dispun de un marcaj al cărui miros persistă mai mult și sunt gustate de alte capibare. Capibarele marchează cu miros frecându-și glandele morrillo de obiecte sau prin deplasarea prin hățișuri și marcarea lor cu glandele anale. Pot să își răspândească mirosul și urinând; totuși, femelele de obicei marchează fără a urina și per total marchează cu miros mai rar. Femelele marchează mai des în sezonul ploios, când se află la estru. Pe lângă obiecte, masculii marchează cu miros și femelele.

### Reproducere

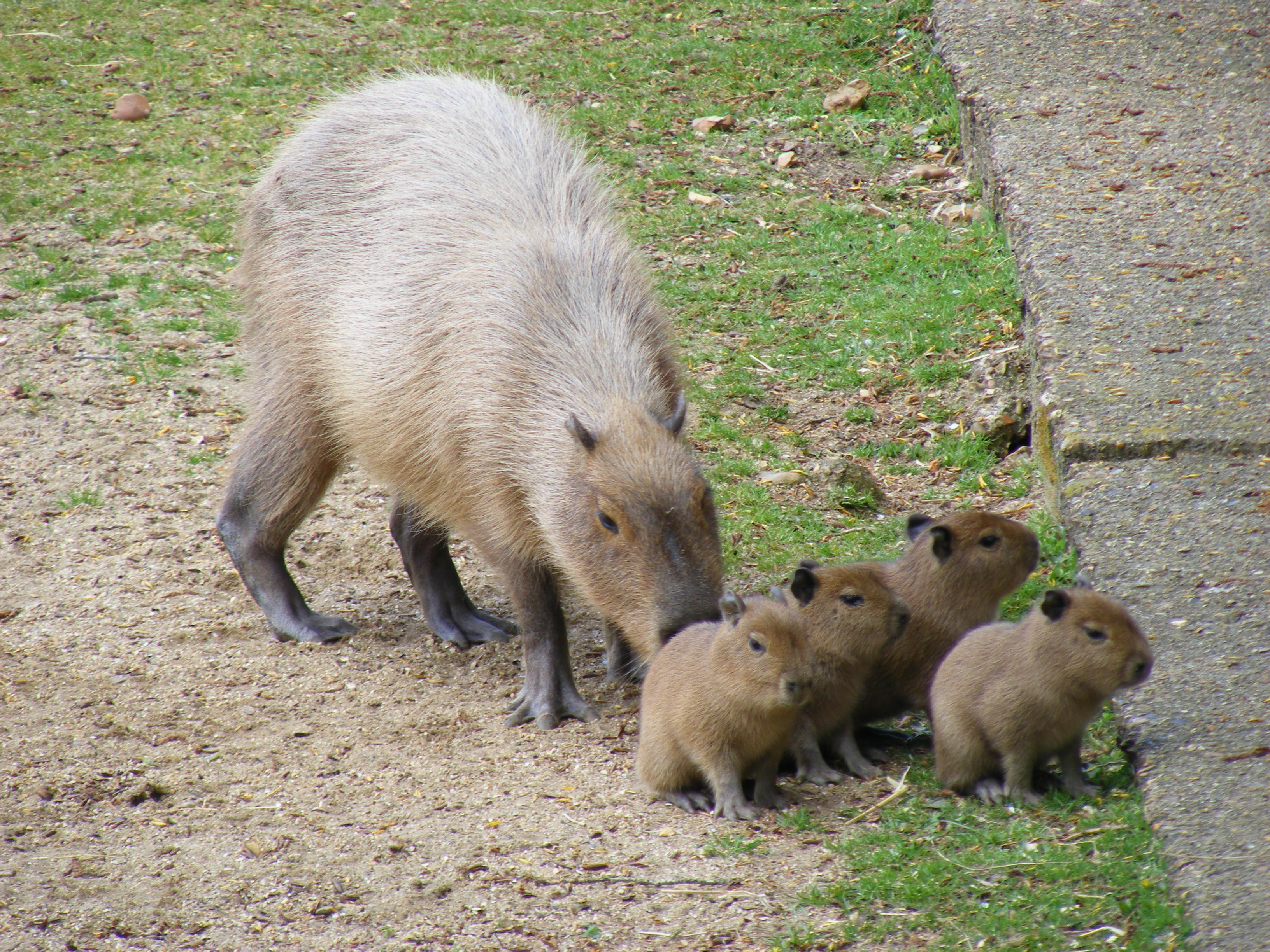
Mamă capibara cu pui

Atunci când este la estru, mirosul femelei se schimbă subtil și masculii din apropiere încep să o urmărească. În plus, femela înștiințează masculii că este la estru fluierând pe nas. În timpul împerecherii, femela este în avantaj, ea alegând cu cine se împerechează. Capibarele se împerechează numai în apă, iar dacă o femelă nu vrea să se împerecheze cu un anumit mascul, atunci fie se scufundă, fie părăsește apa. Masculii dominanți sunt foarte protectivi cu femelele, dar de obicei nu pot preveni unii dintre subordonați de la a copula. Cu cât mai mare este grupul, cu atât mai greu îi este masculului să urmărească toate femelele. Masculii dominanți își rezervă semnificativ mai multe împerecheri decât fiecare subordonat, dar masculii subordonați, ca un întreg, sunt responsabili pentru mai multe împerecheri decât fiecare mascul dominant. Speranța de viață a spermei capibarei este mai lungă decât cea a altor rozătoare.

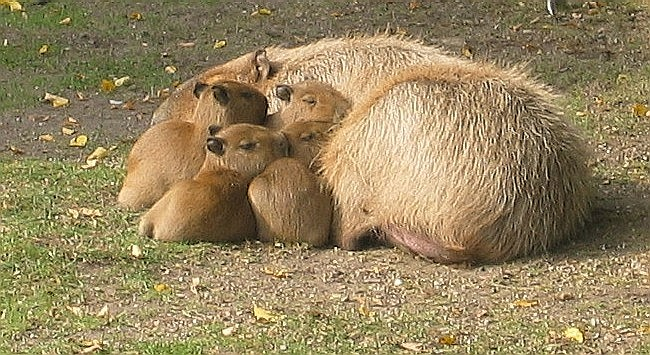
Mamă cu rând de pui tipic ce constă în aproximativ patru pui

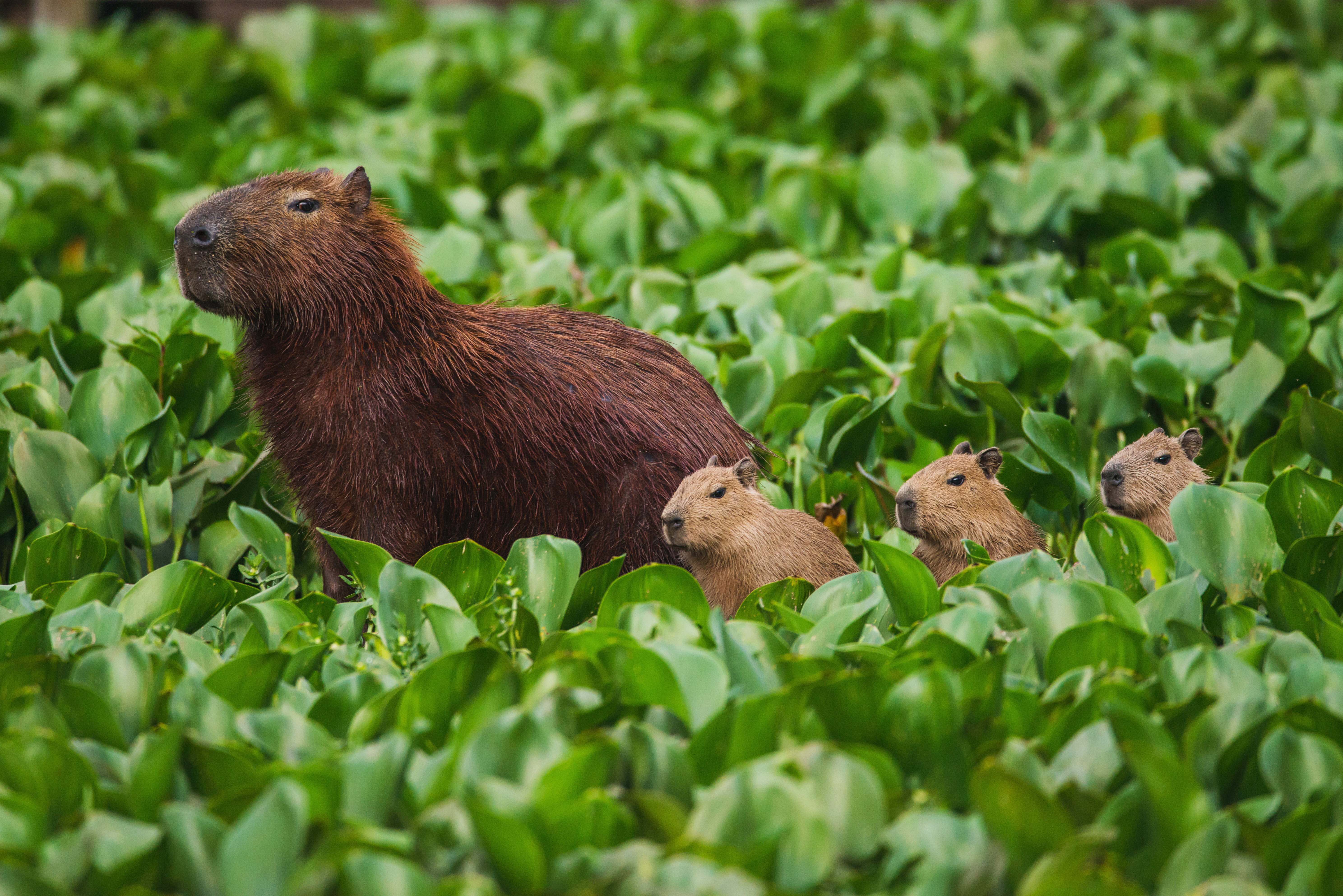
Mamă și trei pui

Gestația capibarei durează 130–150 de zile, iar un rând de pui⁠(en)[traduceți] constă în medie în patru pui, dar fiecare rând poate consta în unul până la opt pui. Nașterea are loc pe uscat, iar femela se realătură grupului în decursul a câtorva ore după ce aduce capibarele nou-născute, acestea alăturându-se grupului imediat după ce se pot deplasa. După o săptămână de la naștere, juvenilul poate mânca iarbă, dar continuă să sugă—de la oricare femelă din grup—până ce este înțărcat pe la vârsta de 16 săptămâni. Juvenilii formează un subgrup membru al grupului principal. A fost observată îngrijire aloparentală⁠(en)[traduceți] la această specie. Împerecherea atinge apogeul în perioada aprilie-mai în Venezuela și octombrie-noiembrie în Mato Grosso, Brazilia.

### Activități
Deși sunt destul de agile pe uscat, capibarele se simt la fel de în largul lor și în apă. Sunt înotătoare excelente și pot sta complet scufundate timp de până la cinci minute, o abilitate ce o folosesc pentru a scăpa de prădători. Capibarele pot dormi în apă, ținându-și numai nasul afară. Se bălăcesc⁠(en)[traduceți] în apă pe măsură ce temperatura crește în timpul zilei, iar apoi pasc iarbă după-amiaza târziu și seara devreme. Își petrec timpul bălăcindu-se și în noroi. Pe la miezul nopții se odihnesc, iar apoi continuă să pască până în zori.

## Conservare și interacțiuni cu oamenii
Capibarele nu sunt considerate a fi o specie amenințată; populația lor este stabilă de-a lungul majorității arealului lor sud-american, deși în unele zone vânătoarea le-a redus numărul. Capibarele sunt vânate pentru carne și blană în unele locații, dar oamenii le ucid și deoarece consideră că păscutul lor reprezintă o competiție cu șeptelul⁠(en)[traduceți]. În unele zone sunt crescute la fermă, ceea ce are drept consecință asigurarea protejării habitatelor de zonă umedă. Supraviețuirea capibarelor este ajutată de abilitatea lor de a se înmulți rapid.
Capibarele s-au adaptat bine la urbanizarea Americii de Sud. În multe zone, pot fi găsite în grădini zoologice și parcuri, și pot trăi până la 12 ani în captivitate, ceea ce este mai mult de două ori mai mult decât speranța de viață în sălbăticie. Capibarele sunt docile și de obicei le permit oamenilor să le mângâie și să le dea să mănânce din palmă, dar contactul fizic este în mod normal problematic, căci căpușele lor pot fi vectori⁠(en)[traduceți] ai febrei pătate a Munților Stâncoși. European Association of Zoos and Aquaria⁠(en)[traduceți] a solicitat Parcului Drusillas⁠(en)[traduceți] din Alfriston⁠(en)[traduceți], Sussex, Anglia, să păstreze registrul genealogic⁠(en)[traduceți] al capibarelor pentru a putea monitoriza populațiile captive din Europa. Registrul genealogic include informații despre toate nașterile, decesele și translocările capibarelor, precum și despre relațiile de rudenie ale acestora.
În America de Sud,, capibarele sunt crescute la fermă pentru carne și piele. Carnea este în unele zone considerată inadecvată pentru consum, pe când în alte zone este considerată a fi o sursă importantă de proteine. În unele părți ale Americii de Sud, în special în Venezuela, carnea de capibara este populară în timpul Postului Mare și Săptămânii Mari, căci Biserica Catolică a emis anterior o dispensă specială ce permite consumarea cărnii de capibara în timp ce alte cărnuri sunt în general interzise⁠(en)[traduceți]. În urma câtorva încercări, în 1784 a fost obținută o bulă papală care permitea consumarea capibarei pe durata Postului Mare. Există o percepție răspândită la nivel larg în Venezuela că numai populația rurală consumă capibare.
Deși este ilegal în câteva state, capibarele sunt ocazional păstrate ca animale de companie în Statele Unite. Imaginea unei capibare este prezentă pe moneda de 2-peso⁠(en)[traduceți] a Uruguayului. În Japonia, urmând modelul început de Grădina Zoologică Izu Shaboten⁠(en)[traduceți] în 1982, multiple instituții sau grădini zoologice din Japonia care cresc capibare au adoptat practica de a le lăsa pe acestea să se relaxeze în locații de tip onsen pe durata iernii. Sunt văzute ca o atracție de către japonezi. Capibarele au devenit populare în Japonia datorită personajului popular de desene animate Kapibara-san.
În august 2021, Argentina și media internațională raportau că capibarele cauzau probleme serioase locuitorilor din Nordelta⁠(en)[traduceți], un ansamblu rezidențial închis⁠(en)[traduceți] prosper situat la nord de Buenos Aires într-un habitat de zonă umedă. Asta a inspirat utilizatori ai mediei de socializare să adopte în glumă capibara ca simbol al comunismului și luptei de clasă. Borelioză braziliană similară cu boala Lyme probabil implică capibarele ca incubatori și căpușele din genurile Amblyomma⁠(en)[traduceți] și Rhipicephalus⁠(en)[traduceți] ca vectori.

## Popularitate și cultura fenomenelor pe internet
Pe la începutul anilor 2020, capibarele au devenit un subiect din ce în ce mai popular al fenomenelor pe internet datorită multor factori, printre care se numără perturbările din Nordelta, întâmplare în urma căreia au ajuns reprezentate ca figuri ale luptei de clasă. De asemenea, un format comun pentru fenomenele pe internet surprinde capibarele în diverse situații cu cântecul „After Party⁠(en)[traduceți]” de Don Toliver, ceea ce a dus la o creștere foarte mare în popularitate. Capibarele sunt de asemenea asociate cu sintagma „Ok I pull up”, versul de deschidere din cântecul lui Toliver.